# Fly Me to the Moon (2008)
Fly Me to the Moon (bra: Os Mosconautas no Mundo da Lua; prt: Os Mosconautas da Lua) é um filme belgo-norte-americano de animação lançado em 3D no cinema.
Conta a história de algumas moscas que desejam ir à Lua e para isso invadem a nave espacial Apollo 11.
É o 1º filme de animação computadorizada projetado, criado e produzido desde o início para a tecnologia 3D. Foi também foi exibido no Festival do Rio 2008.

## Elenco
- Nicollette Sheridan
- Tim Curry[3]
- Christopher Lloyd[3]
- Robert Patrick
- Kelly Ripa
- Adrienne Barbeau[3]
- Ed Begley, Jr.[3]
- Buzz Aldrin[3]